# 土居村 (愛媛県宇摩郡)
土居村（どいむら）は、愛媛県の東予地方の宇摩郡にあった村。1954年3月31日に土居村、長津村、小富士村、蕪崎村、天満村、関川村の6か村の合併により、町制施行して宇摩郡土居町となった。その後、土居町は平成の大合併により、四国中央市の一部となり、現在に至る。

## 地理
関川の中流の山地から平地部にかけての一帯。現在の四国中央市の西部。

## 歴史
江戸時代
- 当初松山藩領。
- 寛永13年より川之江一柳家領。
- 同20年 幕府領松山藩預かり地。
- 寛文10年　伊予西条藩領となる。庄屋の加地氏が治めていた。

近代
- 1919年（大正8年）9月1日 - 予讃本線が当地に敷設され伊予土居駅開業。

### 村の沿革
- 1889年（明治22年）12月15日 - 町村制施行に伴い、土居村，浦山村，入野村，畑野村が合併して宇摩郡土居村が成立。
- 1954年（昭和29年）3月31日 - 長津村，小富士村，天満村，蕪崎村，関川村と合併して土居町となり、土居村は自治体としては消滅した。

| 町村制 施行前                            | 1889年 12月15日 | 1954年3月31日 | 2004年 4月1日 |
| ---------------------------------------- | --------------- | ------------- | ------------- |
| 土居村                                   | 土居村          | 土居町        | 四国中央市    |
| 浦山村                                   | 土居村          | 土居町        | 四国中央市    |
| 入野村                                   | 土居村          | 土居町        | 四国中央市    |
| 畑野村                                   | 土居村          | 土居町        | 四国中央市    |
| 長津村、小富士村、天満村、蕪崎村、関川村 |                 | 土居町        | 四国中央市    |

## 村長
- 合田福太郎（1889年 - ）
- 合田福太郎（1918年 - ）